# Claude Friese-Greene
Claude Friese-Greene, geboren als Claude Harrison Greene (* 3. Mai 1898 in London-Fulham; † 6. Januar 1943 in London-Islington) war ein britischer Kameramann, Produzent und Regisseur.

## Leben
Der Sohn des Erfinders William Friese-Greene stieß sehr jung über seinen Vater zur Kinematographie. Er begann seine Laufbahn 14-jährig bei der kleinen Produktionsfirma Brightonia. Bereits im Jahr darauf begann Claude Friese-Greene als Kameramann zu arbeiten und experimentierte außerdem mit seinem Vater in der Farbfilm-Forschung. Nahezu zeitgleich gründete der Teenager mit Vater William eine eigene Produktionsfirma.
Im Alter von 17 Jahren wurde Claude Friese-Greene zur Royal Air Force eingezogen, wo er die Abteilung für militärische Luftaufnahmen gründete. Nach seiner verwundungsbedingten Entlassung beschäftigte er sich weiterhin mit Luftaufnahmen und fotografierte unter anderem Fallschirmsprünge der Doubles des US-Sensationsfilm-Darstellers Eddie Polo. Nach dem Ende des Ersten Weltkriegs setzte er seine Arbeit hinter der Kamera fort, anfänglich bei Dokumentarfilmen. Später nahm er seine Forschung im Farbfilmbereich wieder auf, diesmal in den Laboratorien der British & Colonial Films. Anschließend ging Friese-Greene nach New York City, wo er in die Dienste der Produktionsfirma Famous Players Lasky’s Corporation trat.
1928 kehrte der Brite in seine Heimat zurück und wurde Kameramann für die British International Pictures (BIP). Für die BIP fotografierte er bis Mitte der 1930er Jahre eine Reihe von nicht allzu aufwändigen Stumm- und Tonfilmen. Zuletzt war er für die deutlich kleineren Firmen ABPC und IP tätig. Seit 1933 arbeitete er mehrfach mit aus NS-Deutschland nach Großbritannien geflohenen Filmkünstlern wie Friedrich Zelnik, Gitta Alpár und Dolly Haas zusammen. 1935 fotografierte er überdies Lilian Harveys einzige britische Filmproduktion, Invitation to the Waltz. Von den Filmen dieser Jahre sind am ehesten das großangelegte Historiendrama Drake of England und das Künstlerporträt Der große Händel, das er kurz vor seinem Tode fotografierte, von gewisser Bedeutung.
Claude Friese-Greene verstarb zum Jahresbeginn 1943 im Londoner Distrikt Islington unter bislang ungeklärten Umständen.

## Filmografie (Auswahl)
| - 1913: East Lynne - 1920: Kino, the Girl of Color (Dokumentarfilm) - 1920: The Beauty of Britain (Dokumentarfilm) - 1920: Newd Woman by Waterfall (Dokumentarfilm) - 1924: Moonbeam Magic (Produktion) - 1924: Dance of the Moods (Kurzfilm, Produktion) - 1924–1926: The Open Road (Dokumentarfilm, Regie) - 1928: Der Löwe des Südens (Tommy Atkins) - 1928: Widecombe Fair - 1929: A Romance of Seville - 1929: Elstree Calling - 1930: Loose Ends - 1930: The Yellow Mask - 1930: Menschen im Käfig (auch brit. Vers. Cape Forlorn) - 1931: Poor Old Bill - 1931: The Flying Fool - 1932: Maid of the Mountains - 1932: For the Love of Mike - 1933: The Song You Gave Me - 1933: A Southern Maid - 1933: Happy - 1934: Give Her a Ring | - 1934: Girls Will be Boys - 1934: Menace - 1935: Drake of England - 1935: Invitation to the Waltz - 1935: Music Hath Charms - 1935: Die Dubarry (I Give My Heart) - 1936: Gypsy Melody - 1936: You Must Get Married - 1937: Our Fighting Navy - 1937: Just Like a Woman - 1938: Star of the Circus - 1938: Black Limelight - 1938: Murder in Soho - 1939: The Saint in London - 1939: The Middle Watch - 1940: East of Piccadilly - 1940: The Farmer’s Wife - 1941: Banana Ridge - 1941: Hard Steel - 1942: Der große Händel (The Great Mr. Handel) - 1943: On Approval |